# Harry-Brot
Harry-Brot GmbH er en tysk bagerikoncern med hovedkvarter i Schenefeld ved Hamborg.
De producerer brød og andet bagværk.
Virksomheden har siden 1688 været familiejet og i dag er det 10. generation, der driver virksomheden. I 2021 havde de ca. 5.392 ansatte og en årsomsætning på over 1 mia. euro. 